# Esporte Clube Ypiranga
O Esporte Clube Ypiranga é um clube de futebol com sede em Salvador, no estado da Bahia, Brasil.
Suas cores são amarelo e preto, e seus torcedores são conhecidos como ypiranguenses ou aurinegros. Ele é um dos clubes mais tradicionais do estado da Bahia tendo sido campeão do Campeonato Baiano 10 vezes, além disso, venceu o Torneio dos Campeões do Norte-Nordeste em 1951.
É um clube de muita tradição na Bahia, sendo até hoje o terceiro maior campeão do Campeonato Baiano atrás apenas do Vitória e Bahia. Além disso, já venceu um campeonato inter regional e vários outros estaduais, sendo um dos maiores clubes nordestinos em títulos inter-estaduais.

## História

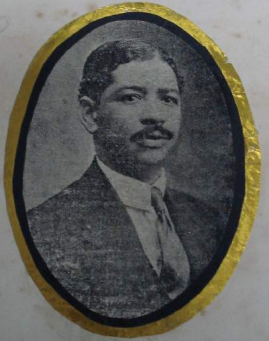
Alfredo Dias, o fundador e idealizador do Esporte Clube Ypiranga, sendo o primeiro Presidente do clube.

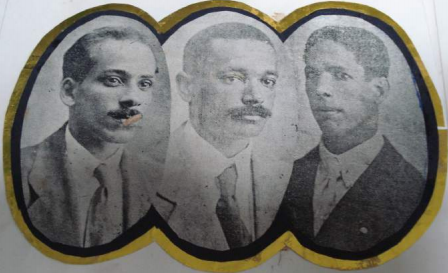
Hermínio Rios, Teodoro Costa e Francisco Xavier, os primeiros dirigentes do Ypiranga.

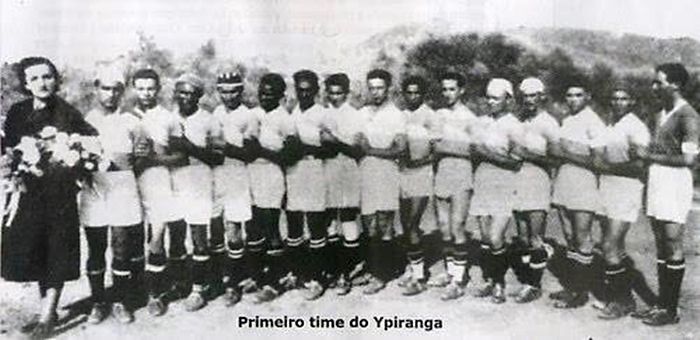
Primeiro time do Ypiranga, fotografia registrada em 1906.

### O Início
O fato do Ypiranga ser reorganizado duas vezes aponta para a dificuldade dos sócios em mantê-lo. Mesmo que o futebol fosse uma atividade passível de adaptações - o próprio Ypiranga, quando respondia pelo nome de 7 de Setembro treinava num terreno baldio ao lado da casa da Baleia e vez em quando nos terrenos da Companhia de Carruagens da Bahia, com bolas de meia e papo de boi, pois não havia recursos para comprar material esportivo na época - manter a parte administrativa poderia ser custosa para sujeitos que, a princípio, mal tinham condições que comprar uma bola nova. A sorte do Ypiranga mudaria definitivamente quando, em 10 de fevereiro de 1914, "0 mesmo grupo que fundou o S. C. 7 de setembro e depois o transformou em Sport Club Ypiranga reúne-se ainda uma vez no mesmo local e resolve pela terceira vez reviver o Ypiranga." Resolve-se convidar para presidente do clube Dr. Augusto Maia Bittencourt, ex-presidente da Liga Bahiana de Sports Terrestres e do Sport Club Vitória. O nome do doutor seria ideal para as pretensões do Ypiranga. Conhecedor do esporte, Augusto Maia tinha condições de organizar a parte administrativa do clube, otimizar custos, entre outras benesses, uma das primeiras ações do novo presidente, por exemplo, foi pedir a mudança das cores do clube de "verde e amarela para preta e amarela" alegando que tem em seu poder lindas camisas de seda, linhas verticais naquelas cores que assim, como medida de economia poderiam ser aproveitadas.". Dr. Augusto Maia levou o Ypiranga a um nível jamais imaginado entre os seus fundadores. Uma gestão impecável. As previsões de que o clube cresceria com a presidência de Augusto Maia foram confirmadas quando no mesmo ano se filiou à Liga Brasileira de Sports Terrestres, que substituíra a Liga Bahiana de Sports Terrestres em 1913, vencendo a temporada de 1917 e 1918. Entre 1914 e 1922, período em que foi presidente, Augusto Maia levou o Ypiranga a um nível jamais imaginado entre os seus fundadores. Em um relatório da gestão, entre 1920-1, é possível encontrar alguns dados da sensível evolução do aurinegro. Em relação aos associados, Augusto Maia lembrou em seu relatório que "temos o prazer de registrar o grande número de sócios admitidos em nossa administração que formando ao nosso lado na defesa dos nossos ideais, veio constituir esse inexpugnável baluarte representamos. "Em números,

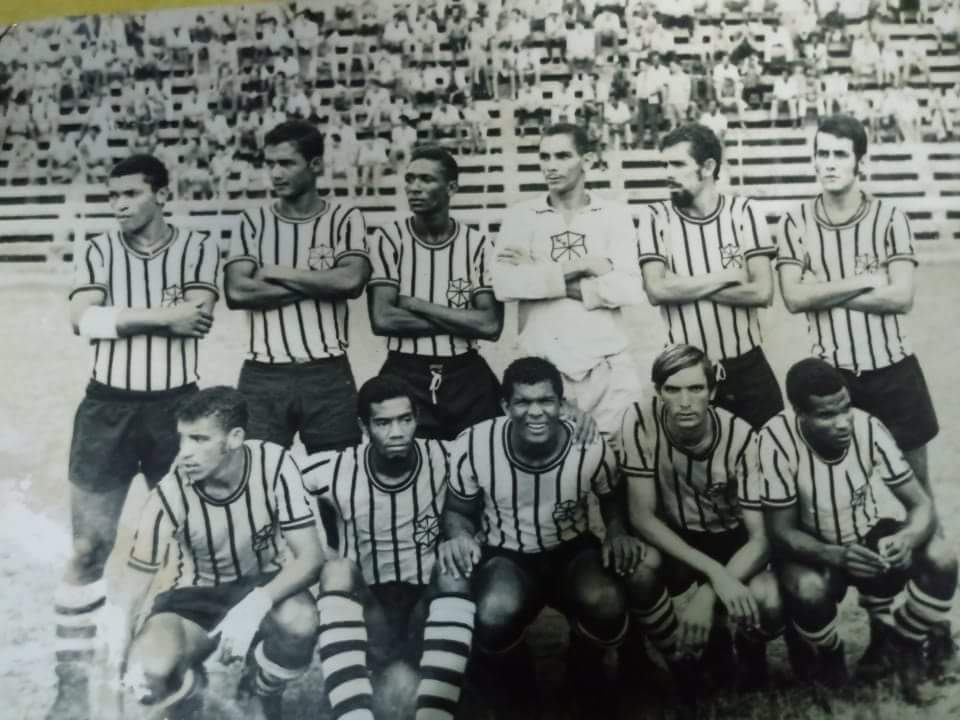
Fotografia da década de 70, elenco do Ypiranga no Campeonato Baiano.

O Esporte Clube Ypiranga é a síntese da união dos pobres da cidade, que queriam se integrar construindo um tempo novo, rompendo com privilégios das elites enraizadas pelo escravismo do antigo regime imperial. O 
Ypiranga não é o time que apenas permitia que negros e pobres figurassem no seu elenco, de maneira oportunista e utilitária. Ele foi fundado e dirigido por esses segmentos, seus torcedores eram os excluídos sociais e quem se identificava com esses. Os primeiro uniformes do clube era camisa verde, calção branco, depois trocado por camisa toda preta, calção branco. O uniforme listrado passou a ser utilizado em 1911. Depois, a camisa amarela entrou no guarda roupa. A partir de então o Esporte Clube Ypiranga figurou com destaque no futebol baiano, ganhando 10 títulos estaduais (sete de forma invicta), assim como também 10 vezes ficou como segundo colocado. Já na Segunda Divisão estadual, o clube detém 2 títulos, um conquistado em 1983 e outro em 1990 (de forma invicta). A categoria Juvenil do Ypiranga também conquistou diversos títulos ao longo dos anos.

### Caso Popó
Por outro lado, mesmo Popó desmentindo as acusações do Dr. Maia, vimos que o jogador procurou de algum modo se beneficiar com o assédio do Ypiranga. Provavelmente, se o clube pagasse o que ele desejava, não existiria toda esta polêmica. Mesmo não conseguindo Popó naquele ano, o Ypiranga o teria em 1925, após insistência do então presidente do clube, o comendador Dr. Braz Moscoso. 

### Década de 2010
O marketing ficou a cargo de Ricardo Lima, recém saído do Bahia, Lima veio com a experiência necessária para atrair investidores e reformular o plano de sócios. O carro chefe do clube, o futebol ficou sob o comando de Gil Baiano, ex-jogador com passagens pelo Bahia, Vitória, Juventude, Caixas como jogador, pelo Treze como diretor, além de ter sido treinador por um período do CSA-AL. A primeira aquisição de Gil para competição de 2014 é o treinador Sérgio Araújo que passou pelo Juazeiro, sub-20 do Bahia e Galícia. Entretanto, ainda passando por dificuldades financeiras o time chegou a lançar um projeto para captação de recursos.

A meta da diretoria aurinegra é que o clube dispute a segunda divisão do campeonato baiano, que não ocorre desde o ano de 2017, quando o clube desistiu de disputar o campeonato.

## Títulos
| INTER-REGIONAIS | INTER-REGIONAIS                | INTER-REGIONAIS | INTER-REGIONAIS                                             |
|                 | Competição                     | Títulos         | Temporadas                                                  |
| --------------- | ------------------------------ | --------------- | ----------------------------------------------------------- |
|                 | Torneio Campeões do Norte      | 1               | 1951                                                        |
| ESTADUAIS       |                                |                 |                                                             |
|                 | Competição                     | Títulos         | Temporadas                                                  |
|                 | Campeonato Baiano              | 10              | 1917, 1918, 1920, 1921, 1925, 1928, 1929, 1932, 1939 e 1951 |
|                 | Campeonato Baiano - 2ª Divisão | 2               | 1983 e 1990                                                 |
|                 | Torneio Início                 | 8               | 1919, 1922, 1929, 1933, 1947, 1956, 1959 e 1963             |
| TOTAL           |                                |                 |                                                             |
|                 | Conquistas                     | Títulos         | Categorias                                                  |
|                 | Títulos Principais             | 21              | 1 Regional e 20 Estaduais                                   |

### Outras Conquistas
| ESTADUAIS | ESTADUAIS                            | ESTADUAIS | ESTADUAIS                                                   |
|           | Competição                           | Títulos   | Temporadas                                                  |
| --------- | ------------------------------------ | --------- | ----------------------------------------------------------- |
| Bahia     | Campeonato Baiano de Aspirantes      | 10        | 1914, 1920, 1922, 1926, 1927, 1928, 1929, 1930, 1949 e 1959 |
| Bahia     | Campeonato Baiano de Amadores        | 6         | 1942, 1943, 1947, 1949, 1954, 1956                          |
| Bahia     | Campeonato Baiano - Categoria Master | 1         | 2002                                                        |

 Campeão invicto
}}

## Hino
O Hino Canário foi composto por um torcedor do Galícia para homenagear sua esposa que é Ypiranguense. Só na Bahia, com seu povo solidário e tolerante, acontece isso...

## Torcedores ilustres

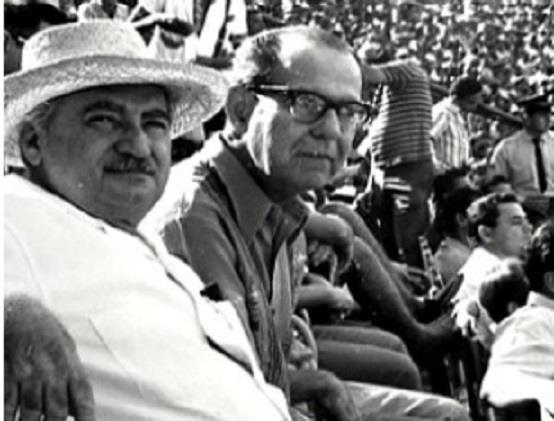
O escritor Jorge Amado, assistindo a um jogo do seu time de coração.

O Ypiranga ao longo de sua história teve ilustres torcedores, como os escritores e poetas João Ubaldo Ribeiro e Jorge Amado, o capoeirista Mestre Pastinha, a Santa Irmã Dulce dos Pobres, no qual já foi várias vezes homenageada nos jogos do Ypiranga e os músicos Carlos Larcerda e João Gilberto.

## Confrontos Históricos
| Top 20 Partidas Históricas | Top 20 Partidas Históricas | Top 20 Partidas Históricas |
| Confrontos                 | Competição                 | Ano                        |
| -------------------------- | -------------------------- | -------------------------- |
| 20. Ypiranga 1 x 5 Brasil  | Amistoso                   | 1934                       |

## Rivalidades

### Clássico de Ouro
- Ypiranga vs Galícia

O Ypiranga mantém uma clássico de longos anos com o Galícia, esse clássico já foi considerado o segundo maior da Bahia depois do Ba-Vi. Ypiranga, Botafogo-BA e Galícia são depois de Bahia e Vitória os maiores detentores de títulos estaduais.